# Chlorochroa pinicola
Chlorochroa pinicola (Mulsant & Rey 1852) је врста стенице која припада фамилији Pentatomidae.

## Распрострањење
C.  pinicola је распрострањена широм  Европе, осим на Британским острвима. У Србији је веома ретка врста, забележена свега неколико пута (на мање од 5 локалитета).

## Опис
Дужина тела је око 11–14 mm. Врста је веома препознатљива, тело је маслинасто зелене до браон боје а врх штитића светле, жуте боје као и ивице тела и пронотума. За разлику од сличне врсте Chlorochroa juniperina која у основи има тело зелене боје. Антене су тамне, црне боје а рилица се пружа до трећег абдоминалног сегмента, за разлику од C. juniperina где се рилица пружа до средине другог сегмента и први и други антенални сегмент су најчешће зелене боје. 

## Биологија
Одрасле јединке се могу видети од пролећа до краја лета, најбројније су крајем лета. На основу малог броја налаза у Србији не може се засигурно тврдити када се јавља, на планинама Копаоник и Бесна Кобила је зеблежена почетком маја, односно јуна. Храни се на четинарима и то готово увек на бору (Pinus spp), али и на смрчи (Pícea) и клеки (Juníperus). Јавља се једна генерација годишње, презимљава у стадијуму одрасле јединке.

## Синоними
- Pitedia pinicola (Mulsant & Rey, 1852)
- Pentatoma longirostris Flor, 1856
- Pentatoma macrorhampha Fieber, 1860